# Jakub Sandel
Jakub Sandel (zm. 1943 we Lwowie) – polski historyk literatury, nauczyciel gimnazjalny w Galicji, Małopolsce Wschodniej.
Odbył studia polonistyczne na Uniwersytecie Lwowskim, będąc słuchaczem wykładów m.in. Wilhelma Bruchnalskiego i Józefa Kallenbacha. Pracował jako polonista i w mniejszym stopniu germanista w kilku szkołach średnich na terenie Małopolski Wschodniej: w Samborze, Buczaczu (od 1912, tam uzyskał awans z zastępcy nauczyciela na nauczyciela pełnoprawnego), Jaworowie (1919-1927), wreszcie w I Państwowym Gimnazjum im. Mikołaja Kopernika we Lwowie. Przez pewien czas w okresie międzywojennym był we Lwowie dyrektorem gimnazjum.
Jako historyk literatury zajmował się początkowo twórczością Stanisława Wyspiańskiego i ogłosił m.in. „Meleager” Wyspiańskiego i jego stosunek do starożytnej tragedii („Teka”, 1908, nr 3/4) oraz Sędziowie („Dziennik Polski”, 1909, nr 48 i 50). Ponadto był autorem rozprawy Słowacki do r. 1833. Poeta i dzieło, zamieszczonej w księdze obchodów Roku Słowackiego Cieniom Juliusza Słowackiego (Lwów 1909), a z okazji Roku Skargi ogłosił w XIV Sprawozdaniu Dyrekcji c.k. Gimnazjum w Buczaczu za r. 1913 rozprawę Zagadnienie patriotyzmu w „Kazaniach sejmowych” Skargi; ten artykuł przedrukowano także w redagowanej przez Wiktora Hahna Księdze pamiątkowej w 300 rocznicę śmierci ks. P. Skargi (Lwów 1913).
Według Stanisława Lama był posiadaczem egzemplarza rzadkiego tomiku poezji Norwida Gromy i pyłki (Bruksela 1865).
W latach II wojny światowej pozostał we Lwowie. Został aresztowany przez Niemców i zamordowany w obozie na terenie miasta.